# Полынь Гмелина
Полынь Гмелина (лат. Artemisia gmelinii) — вид растений рода Полынь семейства Астровые. Народное название — стародуб.

## Таксономия
Впервые вид описал Иоганн Гмелин в своей «Флоре Сибири». Современное биноминальное название впервые употреблено Вебером. Позднее, в 1812 году, Ледебур во «Флоре Алтая» дал описание установленного им нового вида под названием Artemisia sacrorum, однако впоследствии этот вид был отождествлён с Artemisia gmelinii. Несмотря на распространённость названия Ледебура, в современной номенклатуре используется более раннее название Вебера.

## Описание

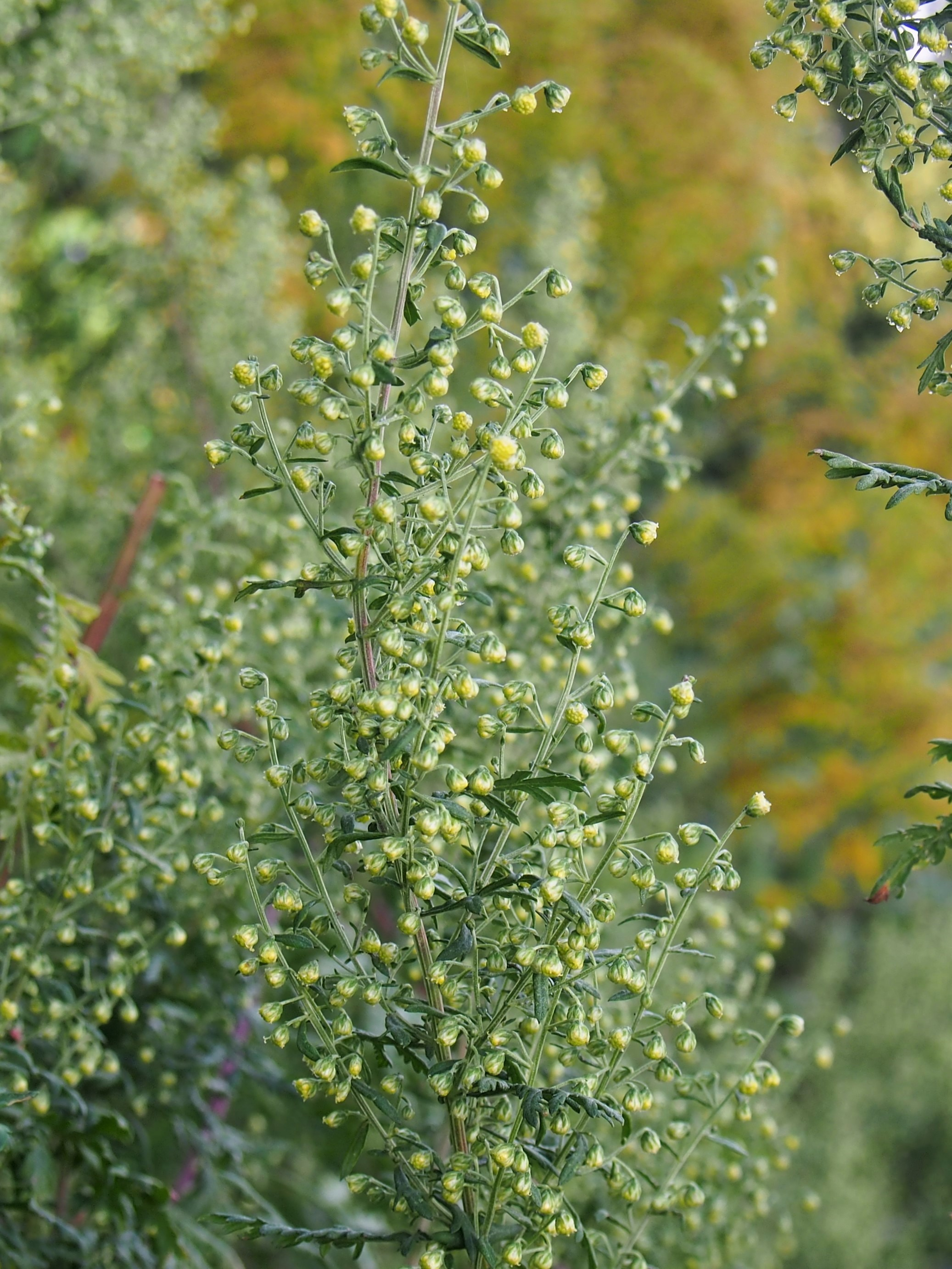
Соцветие

Крупный полукустарник до метра высотой. Многолетние стебли вертикальные, деревянистые, до 3 см толщиной, с бурой отслаивающейся корой; однолетние травянистые побеги прямостоячие, грязно-фиолетовые или буроватые, голые либо слабо опушённые в верхней части.
Листья ямчато-железистые, сверху зелёные, снизу — сероватые или беловатые; за исключением верхних черешковые, нижние с ушками у основания черешка. Листовая пластинка широкоэллиптическая, на конце длинно заострённая, дважды перисторассечённая, 5—15 см длиной и 3—8 см шириной.
Корзинки почти шаровидные, полушаровидные или слегка продолговатые, на ножках, 2—3,5 мм в диаметре, собраны в метельчатые соцветия.
Плоды — семянки ок. 1,5 мм длиной, бурые, матовые, продолговато-обратнояйцевидные.

## Распространение и местообитания
Встречается в Китае, Японии, Монголии, Средней Азии; в России — в Западной и Восточной Сибири и на Дальнем Востоке.
Растёт в светлохвойных и лиственных лесах, на лесных лугах, полянах, опушках и вырубках; на горных склонах и скальных выходах. Чаще всего — на приречных и приморских берегах, на скалах и каменистых россыпях, в поймах и прибрежных кустарниках. Может встречаться как рудеральное на обочинах дорог. Разрастаясь, образует так называемые гмелинополынные степи, в которых является доминирующим видом.

## Значение
Лекарственное растение. В наземных побегах содержатся флавоноиды, кумарины, сахара, дубильные вещества, органические кислоты, эфирные масла. Широко используется в тибетской, монгольской, китайской и русской народной медицине.
Кормовые качества низкие: из-за специфического запаха поедается скотом только в сене. Из диких животных хорошо поедается амурским горалом, хуже — пятнистым оленем.
Отвар или настой травы может использоваться как инсектицид в борьбе с вредителями.
В парфюмерной и косметической промышленности полынь Гмелина применяется как ароматизатор.
Благодаря мощной корневой системе способствует защите почв от эрозии и может использоваться для борьбы с оврагами. Вместе с тем необходимо учитывать, что полынь Гмелина склонна образовывать сплошные заросли, препятствуя прорастанию других растений, поэтому перед высадкой древесных культур в этих зарослях рекомендуется прорубать специальные «окна». 